# Амирбеков, Рафаэль Рамазан оглы
Рафаэ́ль Рамаза́н оглы́ Амирбе́ков (азерб. Rafael Ramazan oğlu Əmirbəyov; 23 февраля 1976, Баку, Азербайджанская ССР, СССР) — азербайджанский футболист. Амплуа — защитник. Выступал в команде азербайджанской премьер-лиги ФК «Баку», являясь её капитаном. Игрок национальной сборной Азербайджана.

## Биография
Футболом начал заниматься в 7 лет, в ФШМ города Баку. Первый тренер — Олег Анвар оглы Рагимов.

### Клубная карьера
Играл за клубы «Чарыггала», «Азери» (Баку), «Фарид» (Баку), «Динамо» (Баку), «Бакылы» (Баку), «Кяпаз» (Гянджа) и иранский клуб «Трактор Сази».
С 2004 года защищал цвета клуба премьер-лиги Азербайджана — ФК «Баку». Выступал в команде под № 3, выполняя при этом функции капитана. Дважды в составе клуба стад чемпионом страны, дважды брал Кубок Азербайджана.
В декабре 2011 года завершил карьеру игрока, сыграв прощальный матч. Продолжает работать в структуре ФК «Баку» на должности тренера-селекционера клуба.

### Сборная Азербайджана
В составе национальной сборной Азербайджана дебютировал 31 марта 2004 года в Кишинёве в товарищеском матче со сборной Молдовы.

## Достижения
- Чемпион Азербайджана: 2005/06, 2008/09 (в составе клуба «Баку»)
- Бронзовый призёр чемпионата Азербайджана: 2001/02 (в составе клуба «Кяпаз»), 2006/07 (в составе клуба «Баку»)
- Обладатель Кубка Азербайджана 2004/05, 2009/10 (в составе клуба «Баку»)